# General Electric F404
I General Electric F404, F412, e RM12 costituiscono una famiglia di motori aeronautici turboventola prodotti dalla statunitense General Electric a partire dai primi anni ottanta.

## Storia
Dopo aver perso entrambe le gare indette dalla United States Air Force negli anni settanta per la fornitura dei motori del caccia McDonnell Douglas F-15 Eagle, e soprattutto quella per il futuro caccia leggero YF-16, un Lightweight Fighter (entrambi equipaggiati con motori Pratt & Whitney), la GE continuò a sviluppare il suo motore YJ101 (scartato insieme al velivolo della Northrop YF-17) per un aereo da caccia imbarcato per la US Navy (l'F/A-18 Hornet), evoluzione dello sconfitto YF-17.
Tra i requisiti di progetto della nuova versione figuravano una spinta maggiore, un miglior controllo e velocità di risposta alle variazioni di potenza richieste dai piloti, e la capacità di operare alla spinta massima ad alti angoli d'attacco e basse velocità di avanzamento, requisito fondamentale per un aereo destinato all'impiego su portaerei.

## Tecnica
L'F404 riprende l'impostazione di base del precedente YJ101. Il motore è costituito da un gruppo fan di tre ventole (collegato da un albero ad uno stadio di turbina di bassa pressione), seguito da un compressore assiale a sette stadi (collegato da un secondo albero concentrico al primo ad uno stadio di turbina di alta pressione), una camera di combustione di tipo anulare ed un postbruciatore con ugello di scarico a geometria variabile.
Le modifiche principali riguardarono l'incremento del rapporto di diluizione da 0,2 a 0,34 (nella versione F404-GE-400) per migliorare il consumo specifico riducendo l'impronta infrarossa del motore ed un sistema di controllo migliorato che gli permetteva di passare dal regime di minimo a quello di massima spinta con postbruciatore in soli 4 secondi.
Il motore era costruito seguendo una filosofia modulare, secondo la quale i suoi sei componenti principali (fan, compressore, camera di combustione, turbina di alta pressione, turbina di bassa pressione e postbruciatore) potevano essere sostituiti indipendentemente dagli altri, senza necessità di bilanciare nuovamente l'intero motore.
La General Electric decise di sacrificare 10 °C di temperatura massima dei gas in ingresso alla turbina per migliorare l'affidabilità della turbina di alta pressione pur perdendo qualcosa in termini di prestazioni.
Secondo la GE, il motore era più piccolo del GE J79 (pur generando la stessa spinta) e sarebbe costato la metà del Pratt & Whitney F100 (costruito per l'F-16).

### Compressore
Il fan a tre stadi (il cui diametro fu aumentato per raggiungere un rapporto di bypass di 0,34:1) fu reso meno sensibile alle turbolenze del flusso in ingresso applicando delle alette a geometria variabile ai supporti anteriori del carter del fan. Ciò, unito al ridisegno dei sette stadi del compressore assiale di alta pressione, permise di raggiungere gli obbiettivi sul funzionamento regolare ad elevati angoli d'attacco o con variazioni brusche della potenza richiesta, incrementando del 25% la sua tolleranza agli stalli.
Le posizioni delle alette variabili del fan, degli statori mobili del compressore, e dell'ugello di scarico a geometria variabile erano tutte comandate da uno stesso sistema di controllo idromeccanico in modo tale che con la sola manetta era possibile gestire la spinta del motore dal regime di minimo a quello di massima spinta con postbruciatore.

### Sistema di controllo
Su questi modelli fu introdotta l'elettronica per il controllo continuo delle condizioni di salute del motore che, mediante l'acquisizione di 11 parametri motore, otto del velivolo ed un computer di bordo, permetteva di avvisare in volo il pilota in caso di avarie rilevanti o salvare in memoria quelle minori per renderle disponibili al personale di manutenzione di terra che poteva così risolverle in minor tempo.
Nelle ultime versioni fu introdotto il sistema automatico di controllo digitale (FADEC) dei parametri di funzionamento del motore.

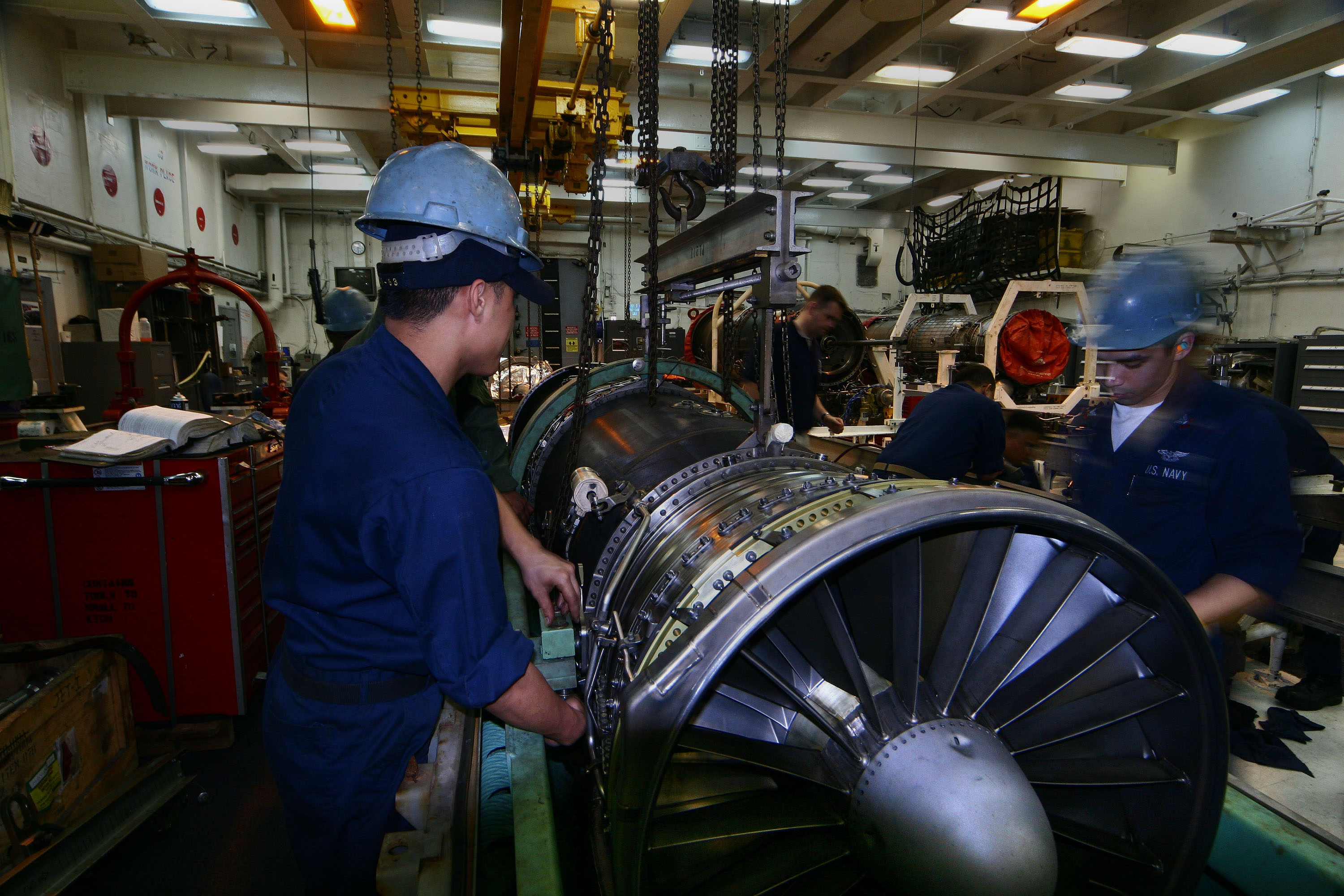
Un motore F404 in manutenzione

## Versioni

### F404
Sugli F/A-18 Hornet in servizio nel mondo sono installati più di 4000 motori F404, totalizzando nel 2010 più di 12 milioni di ore di volo.
- F404-GE-100 da 75,62 kN (17000 lbf) di spinta con postbruciatore installato sul Northrop F-20 Tigershark
- F404-GE-100D da 48,93 kN (11000 lbf) di spinta installato sull'A-4SU Super Skyhawk
- F404-GE-102 da 78,73 kN (17700 lbf) di spinta con postbruciatore installato sul KAI T-50 Golden Eagle con sistema FADEC
- F404-GE-102D da 48,93 kN (11000 lbf) di spinta installato sul Boeing X-45 UCAV
- F404-GE-400 da 71,17 kN (16000 lbf) di spinta con postbruciatore installato sull'F/A-18 Hornet A/B, Northrop F-20 Tigershark, Grumman X-29 A, Rockwell-MBB X-31 A
- F404-GE-400D da 47,15 kN (10600 lbf) di spinta proposto per il Grumman A-6F
- F404-GE-402 da 78,73 kN (16000 lbf) (17700 lbf) di spinta con postbruciatore installato sull'F/A-18 Hornet sviluppato in seguito alla richiesta dell'Aeronautica svizzera di maggior potenza per i propri F/A 18[7] e poi esteso a tutte le versioni C/D[7]
- F404-GE-F1D2 da 46,88 kN (10540 lbf) di spinta installato sul Lockheed F-117A
- F404-GE-F2J3 da 81,40 kN (16000 lbf) (18300 lbf) di spinta con postbruciatore installato sull'HAL Tejas (prototipi)
- F404-GE-IN20 da 89,85 kN (16000 lbf) (20200 lbf) di spinta con postbruciatore installato sull'HAL Tejas

### RM 12
Le modifiche apportate dalla Volvo Aero all'F404 nella versione RM12 portarono ad aumenti nelle prestazioni, nella resistenza agli impatti con volatili e un'affidabilità ancora migliore in modo da permettere l'impiego sicuro di un velivolo con un singolo motore.
Il 60% dei componenti del motore erano prodotti dalla GE e poi spediti in Svezia per il montaggio finale. I dischi ed i carter delle ventole e del compressore, così come tutto il gruppo compressore ed il postbruciatore erano progettati e prodotti in Svezia.

### F412
La GE sviluppò l'F404 nella versione F412-GE-400, un turboventola senza postbruciatore per l'A-12 Avenger II. Dopo la cancellazione del programma A-12, lo sviluppo fu rivolto ad un motore per il Super Hornet, che porterà alla nascita dell'F414.
Nel 412 le ventole furono ridisegnate diminuendone il rapporto di compressione ma rendendole più resistenti agli impatti con corpi estranei (bird strike) ed aumentando notevolmente il rapporto di diluizione e la portata. Si prevedeva di rendere disponibili versioni di questo modello con spinte comprese tra i 90 ed i 100 kN. Era prevista l'installazione di un sistema di controllo FADEC ed un ugello bidimensionale a spinta vettorizzabile.

## Velivoli utilizzatori
F404
 Stati Uniti
- F/A-18 Hornet
- Boeing X-45 UCAV
- Grumman X-29
- Northrop F-20 Tigershark
- Rockwell-MBB X-31
- Lockheed F-117 Nighthawk

 Argentina

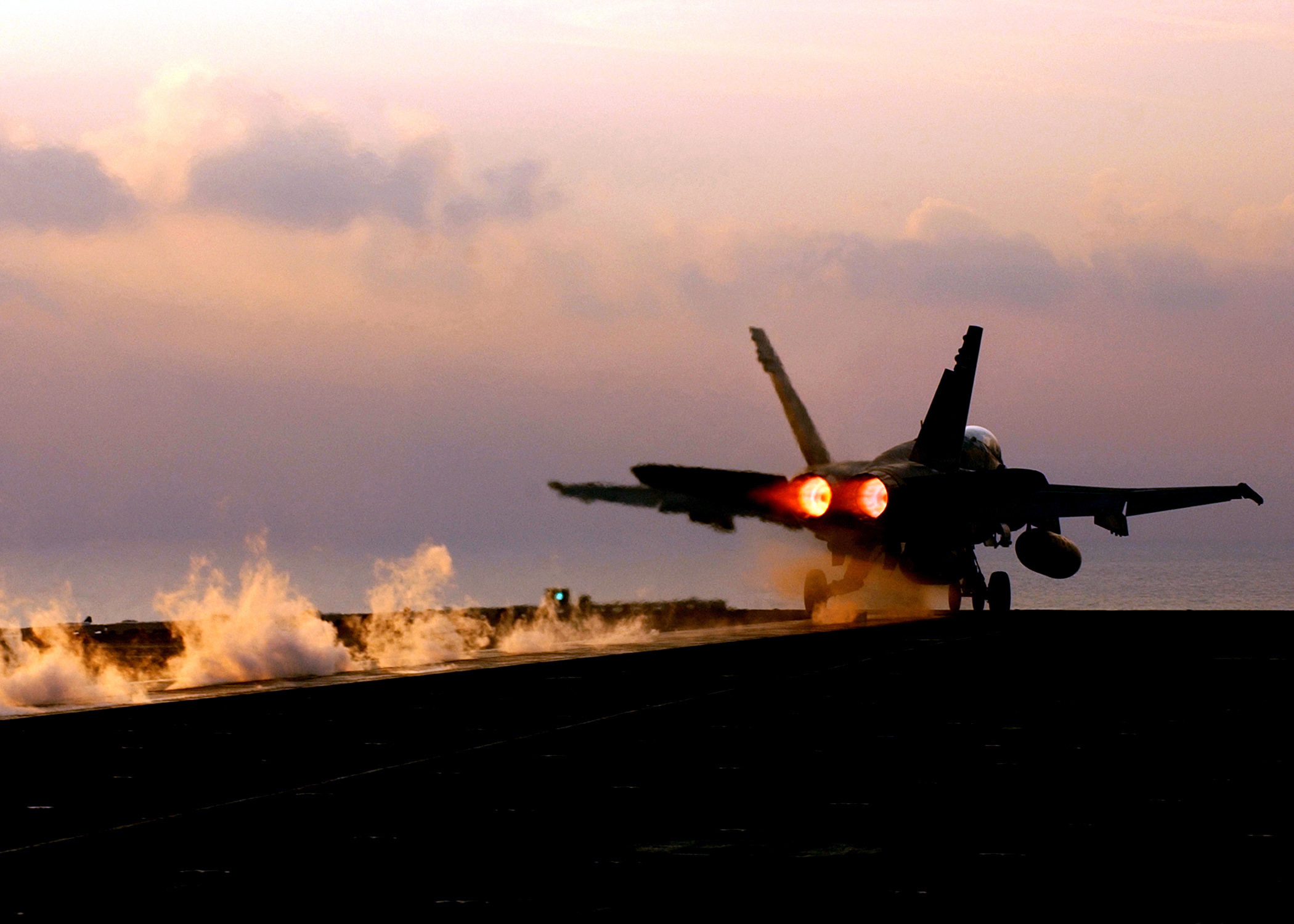
Un F18 in decollo dalla portaerei USS Harry Truman con i postbruciatori accesi.

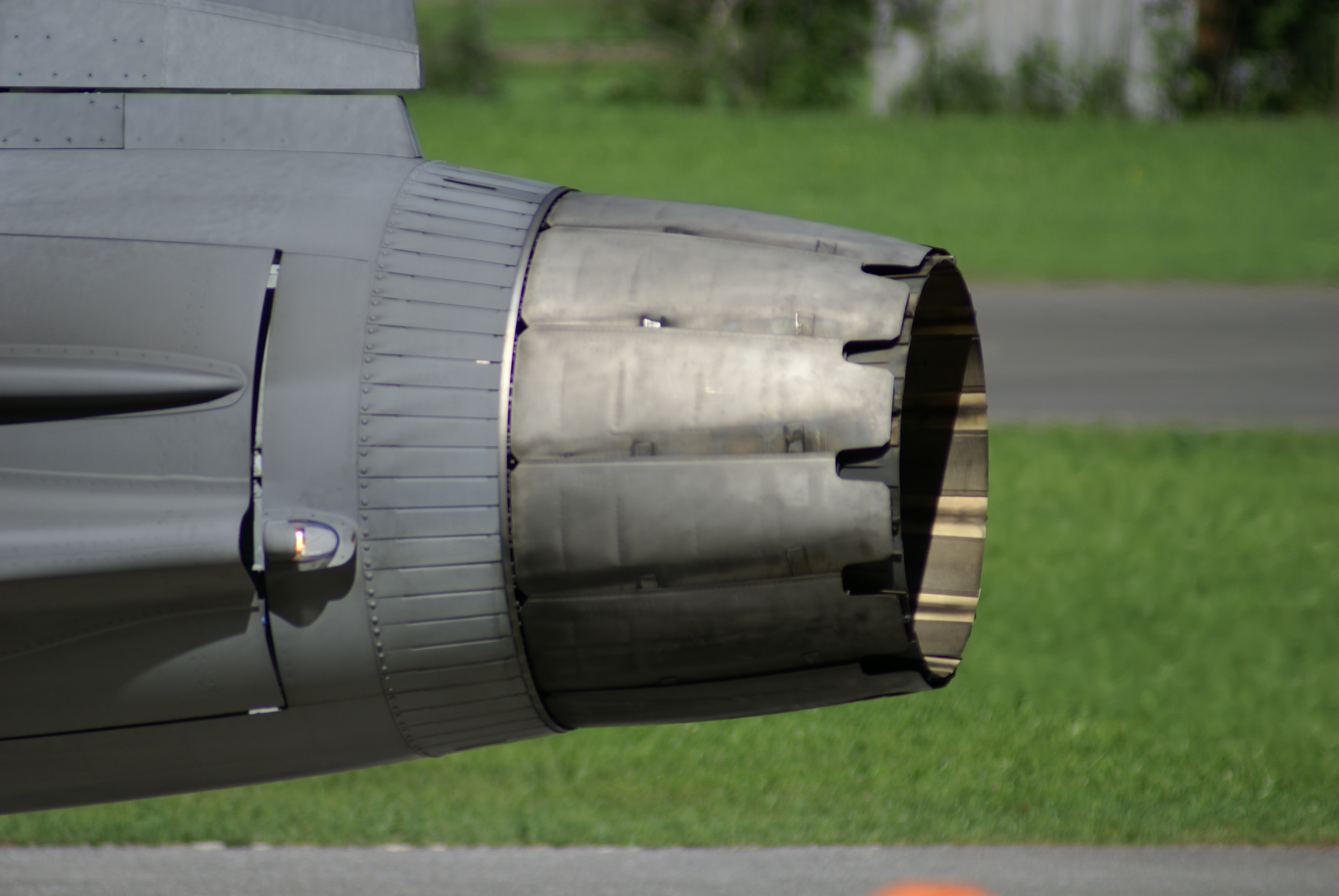
Dettaglio dell'ugello di scarico a geometria variabile di un Volvo RM12 installato su un Saab JAS 39 Gripen svedese.

- FMA SAIA 90 - velivolo proposto, non costruito

 Francia
- Dassault Rafale - solo dimostratore per Rafale A

 India
- HAL Tejas

 Corea del Sud
- KAI T-50 Golden Eagle

 Singapore
- A-4SU Super Skyhawk

Volvo RM12
 Svezia
- Saab JAS 39 Gripen

 Israele
- IAI Kfir-C2 Nammer - velivolo proposto, non costruito

F412
 Stati Uniti
- A-12 Avenger II - velivolo proposto, non costruito